# Lars Kindgen
Lars Kindgen (* 25. November 1971 in Bedburdyck, Nordrhein-Westfalen) ist ein ehemaliger deutscher Fußballspieler. Seit 2010 ist er Geschäftsführer der Vereinigung der Vertragsfußballspieler.

## Karriere
Lars Kindgen stammt aus Bedburdyck (heute zugehörig zur Stadt Jüchen) und begann 1977 beim örtlichen SV Bedburdyck-Gierath mit dem Vereinsfußball. Über die Vereine Borussia Mönchengladbach (ab 1980 bis zur C-Jugend; Mitspieler u. a. Karlheinz Pflipsen, Jörg Albertz und Thomas Hoersen), 1. FC Mönchengladbach und Bayer 05 Uerdingen (B- und A-Jugend; Mitspieler u. a. Stephan Paßlack, Michael Klauß und Marcel Witeczek; Gewinn der B-Jugend-Meisterschaft) kam Kindgen im zweiten Jahr der A-Jugend zum Wuppertaler SV, wo er 1990 in die Herrenmannschaft (Oberliga Nordrhein) aufgenommen wurde. Dort konnte er sich rasch einen Stammplatz erkämpfen und stieg mit dem WSV 1992 in die 2. Bundesliga auf, nachdem man in der Aufstiegsrunde alle Spiele (je zwei Partien gegen Preußen Münster und den FSV Salmrohr) gewonnen hatte. Der Verein hegte zu dieser Zeit Ambitionen, mittelfristig in die Bundesliga aufzusteigen, was aber nicht gelang. Nach zwei Saisons in der 2. Liga stieg man wieder in die Drittklassigkeit, genauer in die neu gegründete Regionalliga Nord, ab. Der damalige Offensivspieler Kindgen kam in den zwei Jahren auf 48 Zweitliga-Einsätze (ein Tor) für den WSV, absolvierte davon aber weniger als die Hälfte über die volle Spielzeit.
Nach dem Abstieg der Wuppertaler schloss er sich Alemannia Aachen an, ein Ligakonkurrent des WSV in der folgenden Spielzeit. Aachen erreichte den 6. Tabellenplatz und Kindgen erzielte 7 Tore in 22 Spielen. Er ging nach der Saison zum VfB Lübeck und damit zurück in die 2. Liga. Bei Lübeck traf er wieder auf Trainer Michael Lorkowski, unter dem er bereits ab April 1993 in Wuppertal trainiert hatte. Der Aufsteiger aus der Regionalliga Nord erreichte den Klassenerhalt, woran Kindgen, der meist als Stammspieler gesetzt war, seinen Anteil hatte. In der folgenden Saison 1996/97 gelang der Klassenerhalt nicht. Kindgen wechselte zu Rot-Weiss Essen, der ebenfalls abgestiegen war. RWE fand sich in der folgenden Saison bald erneut im unteren Bereich der Tabelle wieder und stieg am Ende der Saison aus der Regionalliga West/Südwest in die viertklassige Oberliga Nordrhein ab. Der Bonner SC, mit dem RWE zusammen abstieg, wurde Kindgens neuer Arbeitgeber zur Saison 1998/99. Im Gegensatz zu den Essenern, die den Wiederaufstieg erreichten, konnte der BSC nur knapp den erneuten Abstieg verhindern. Wieder nach nur einer Saison wechselte Kindgen den Verein und ging in den Norden zu Holstein Kiel. Beim Regionalligisten verpasste er während der Spielzeit nur ein Spiel und erzielte sechs Tore, der 8. Platz am Saisonende bedeutete aber den Abstieg, da nach der Saison die vormals vier Regionalligen zu zwei zusammengefasst wurden. Der inzwischen 28-Jährige ging noch einmal in die 2. Bundesliga und schloss sich dem VfL Osnabrück an, hier erneut unter Trainer Lorkowski, konnte sich aber dort ebenso wenig wie beim SV Wilhelmshaven, zu dem er bereits im Winter wechselte, durchsetzen. Es schloss sich noch eine Saison bei Borussia Lübeck (Verbandsliga Schleswig-Holstein) an, ehe er seine Karriere beendete. Kindgen spielte die meiste Zeit als Mittelfeldspieler, war am Anfang seiner Karriere und in der Jugendzeit Stürmer und in späterer Zeit auch Manndecker.
Nach dem Karriereende als Fußballspieler blieb Kindgen zunächst in Lübeck tätig, wurde Geschäftsstellenleiter bei Borussia Lübeck und machte sich danach mit einer Sportmarketingagentur selbständig. In dieser Funktion arbeitete er bereits mit der Vereinigung der Vertragsfußballspieler (VDV) zusammen. Ab 2005 arbeitete er bei der VDV als Teambetreuer und Anti-Doping-Beauftragter. Nebenbei war er auch noch als Trainer bei den Vereinen Lübeck 1876 und später beim TSV Kücknitz tätig (bis 2007). 2010 übernahm er zusammen mit Ulf Baranowsky die Geschäftsführung der VDV. Er lebt inzwischen wieder in seiner Heimat.

### Statistik
| Liga          | Spiele (Tore) |
| ------------- | ------------- |
| 2. Bundesliga | 104 0(2)      |
| Regionalliga  | 091 (15)      |
| Wettbewerb    |               |
| DFB-Pokal     | 006 0(0)      |